# Terytorium Dakoty

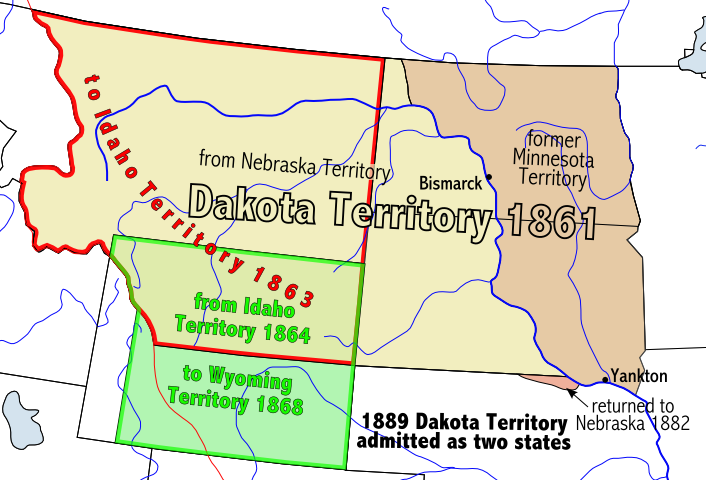
Terytorium Dakoty w latach 1861-1889

Terytorium Dakoty – historyczny obszar administracyjny USA, terytorium zorganizowane, istniejące w latach 1861–1889. Terytorium to stanowiło północną część ziemi przejętej od Francji w zakupie Luizjany przez Stany Zjednoczone.
Większość Terytorium Dakoty poprzednio stanowiła  część Terytorium Minnesoty i Terytorium Nebraski. Gdy stan Minnesota dołączył do Unii w 1858, pozostałe obszary na wschód od rzeki Missouri znalazły się w stanie niezorganizowanym. A gdy podpisano później tego samego roku Traktat z Yankton, w efekcie wywłaszczając Indian Lakota (Sioux) na korzyść rządu USA, pierwsi nowi osadnicy stworzyli nieoficjalny samorząd i bez skutku domagali się, aby Stany Zjednoczone przyznały mu status terytorium. Dopiero 3 lata później, po osobistym wstawieniu się J.B.S. Todda, szwagra nowo wybranego, ale jeszcze niezaprzysiężonego prezydenta USA, Abrahama Lincolna,  władze federalne w Waszyngtonie ustanowiły Terytorium Dakoty terytorium zorganizowanym 2 marca 1861.  W momencie powstawania nowe terytorium obejmowało wielki obszar dzisiejszych stanów Montana (do szczytów Gór Skalistych) i Wyoming. Jednak, w 1868, powołanie nowych terytoriów pomniejszyło Terytorium Dakoty do obszaru obecnych stanów  Dakota Północna i Dakota Południowa razem wziętych.

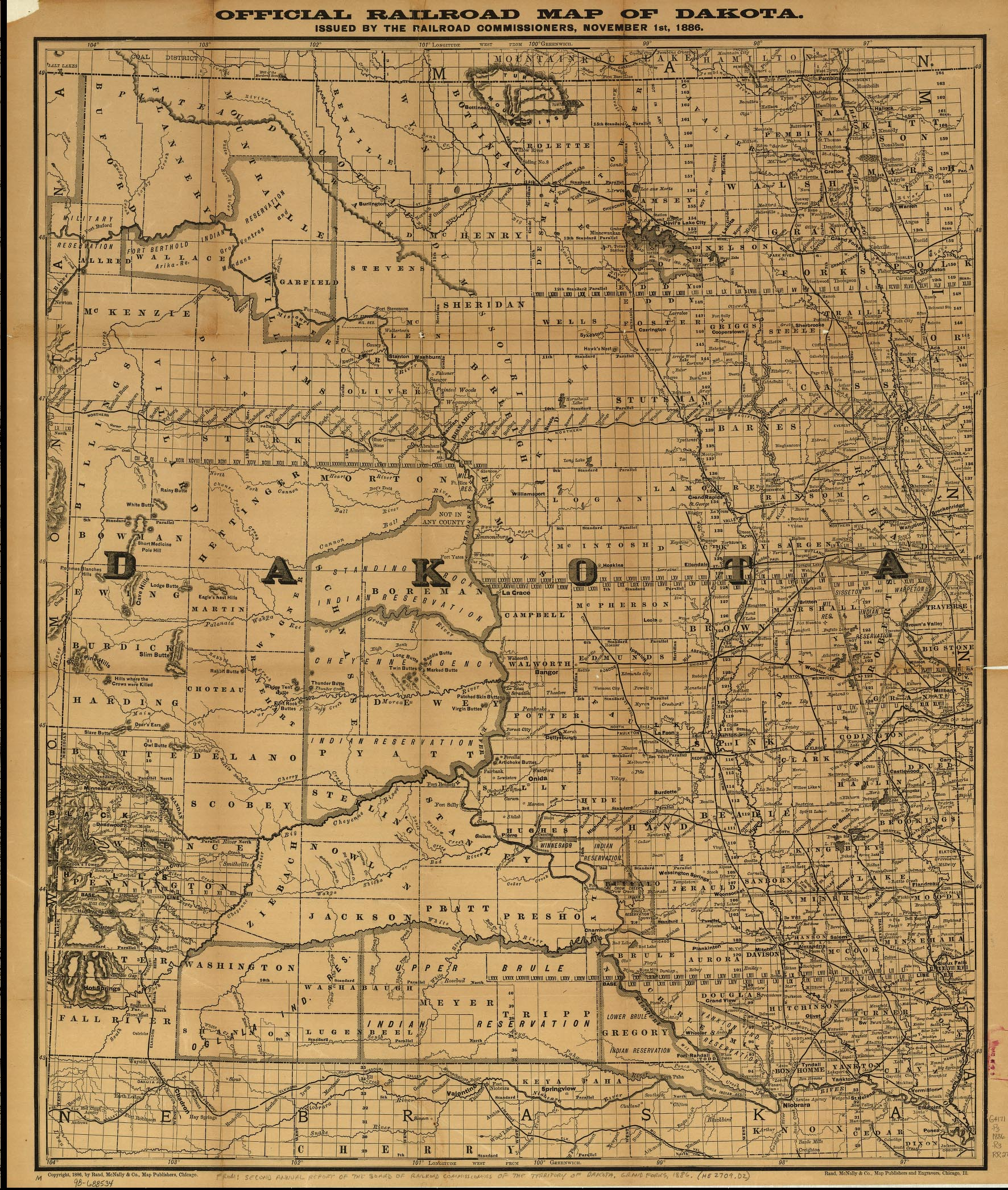
Kolej na mapie Terytorium Dakoty, około 1886

Stolicą terytorialną stała się ufortyfikowana osada rzeczna Yankton, na lata 1861–1883, potem przeniesiono ją w górę żeglownego koryta rzeki Missouri do Bismarck. Terytorium Dakoty podzielono na stany  Dakota Północna i Dakota Południowa 2 listopada 1889. Wprowadzenie do Unii dwóch z grubsza prostokątnych, graniczących ze sobą stanów, zamiast jednego, miało szereg powodów. Po pierwsze, dwa istniejące centra ludności na obszarze terytorium znajdowały się w odległych kątach, północno-wschodnim i południowo-zachodnim, oddzielone od siebie o kilkaset mil. Także, na szczeblu federalnym, Partia Republikańska domagała się zaistnienia 2 nowych stanów raczej niż jednego, aby zwiększyć swoją reprezentację w Senacie.

## Gubernatorzy Terytorium Dakoty
1. William Jayne 1861–1863
2. Newton Edmunds 1863–1866
3. Andrew J. Faulk 1866–1869
4. John A. Burbank 1869–1874
5. John L. Pennington 1874–1878
6. William A. Howard 1878–1880†
7. Nehemiah G. Ordway 1880–1884
8. Gilbert A. Pierce 1884–1887
9. Louis K. Church 1887–1889
10. Arthur C. Mellette 1889

† William A. Howard zmarł 10 kwietnia 1880.
Źródło: